# 布萊克比尤特鎮區 (北達科他州赫廷傑縣)
布萊克比尤特鎮區（英語：Black Butte Township）是位於美國北達科他州赫廷傑縣的一個鎮區。

## 地方資料
布萊克比尤特鎮區的面積為92.71平方千米，皆為陸地。根據2020年美國人口普查的數據，當地共有人口31人，而人口密度為每平方千米0.33人。